# Żabia Grań

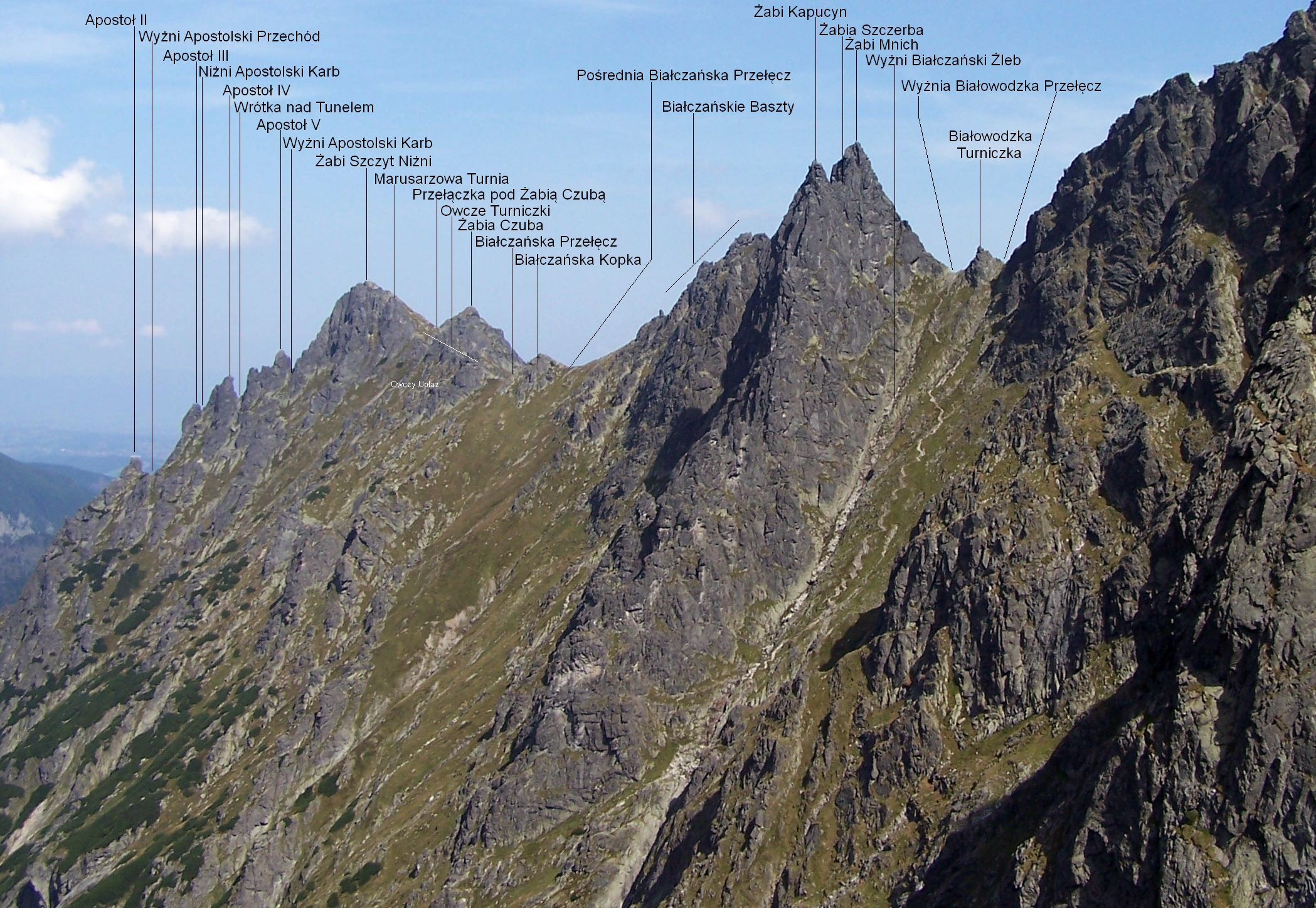

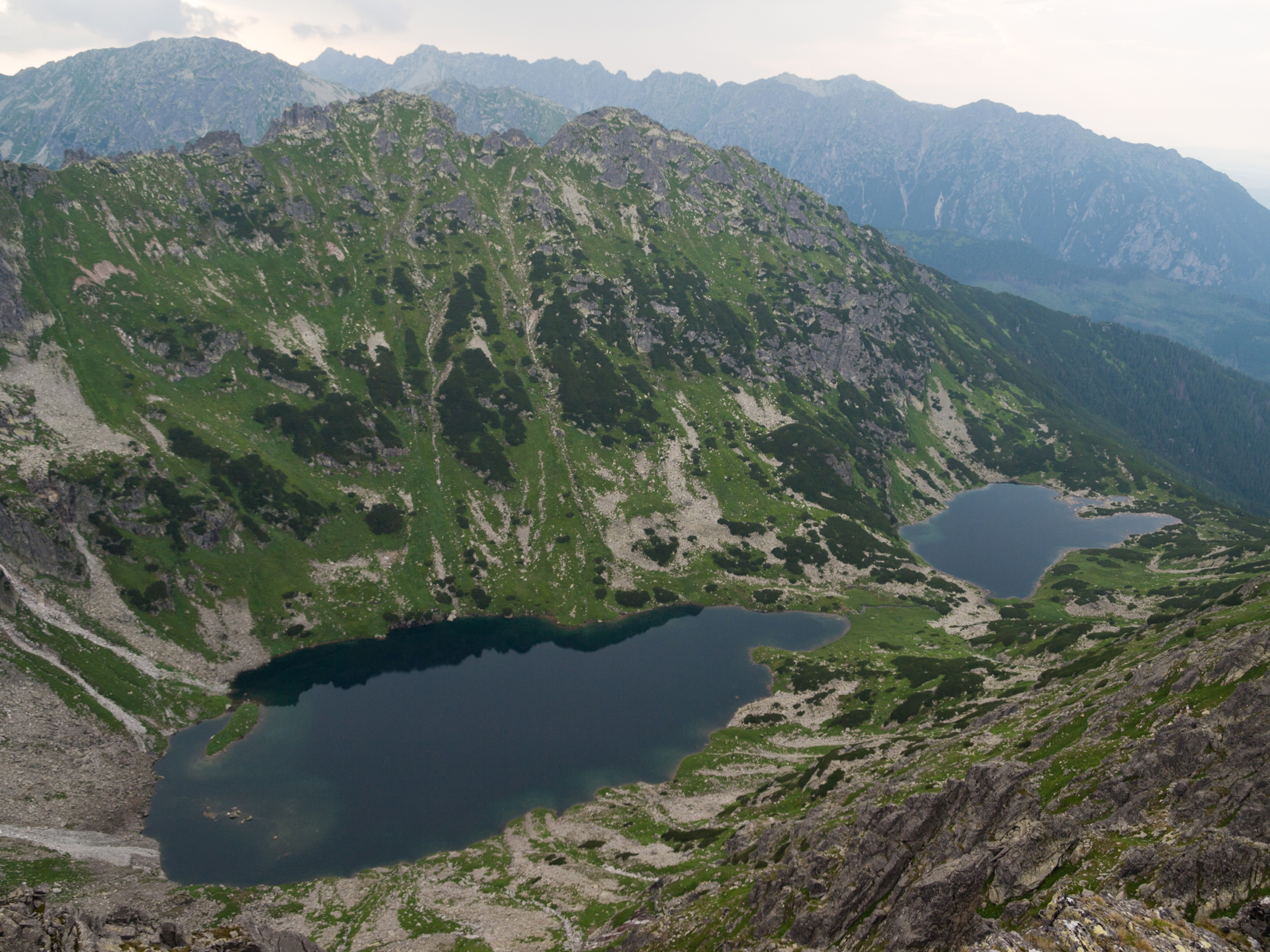
Wschodnie zbocza Żabiej Grani

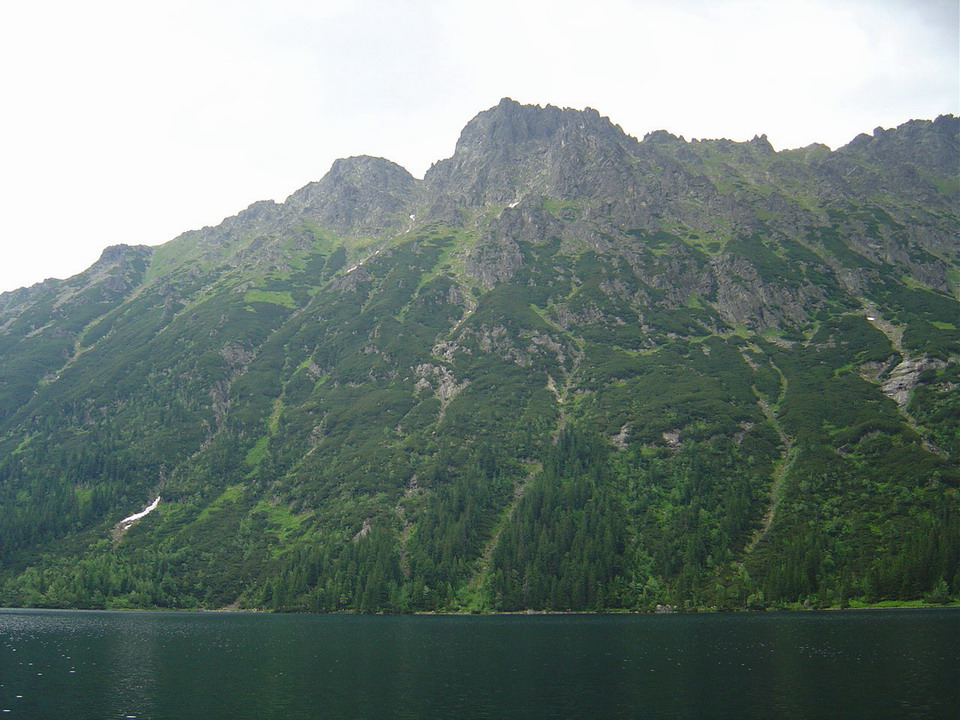
Zachodnie zbocza Żabiej Grani

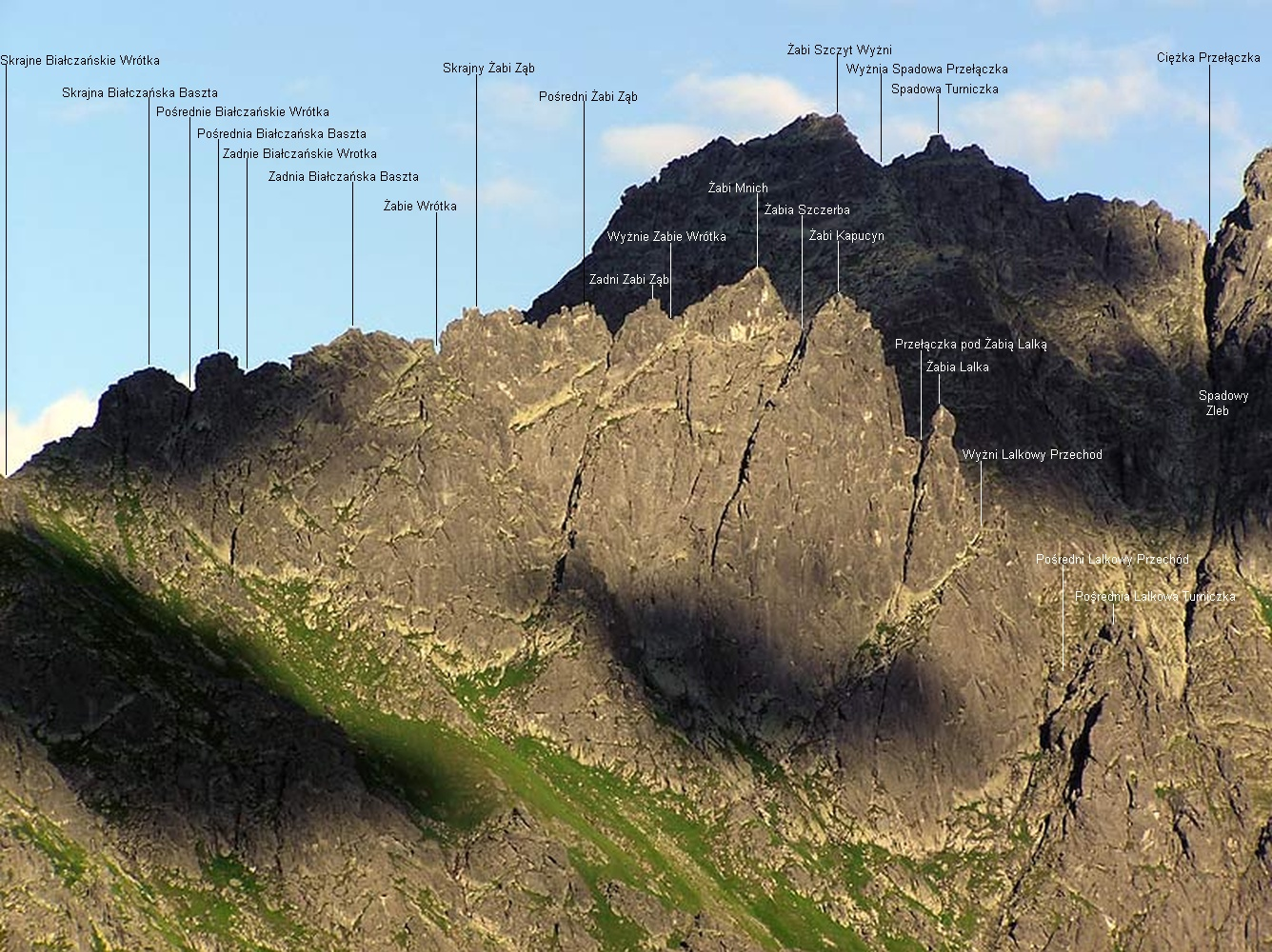

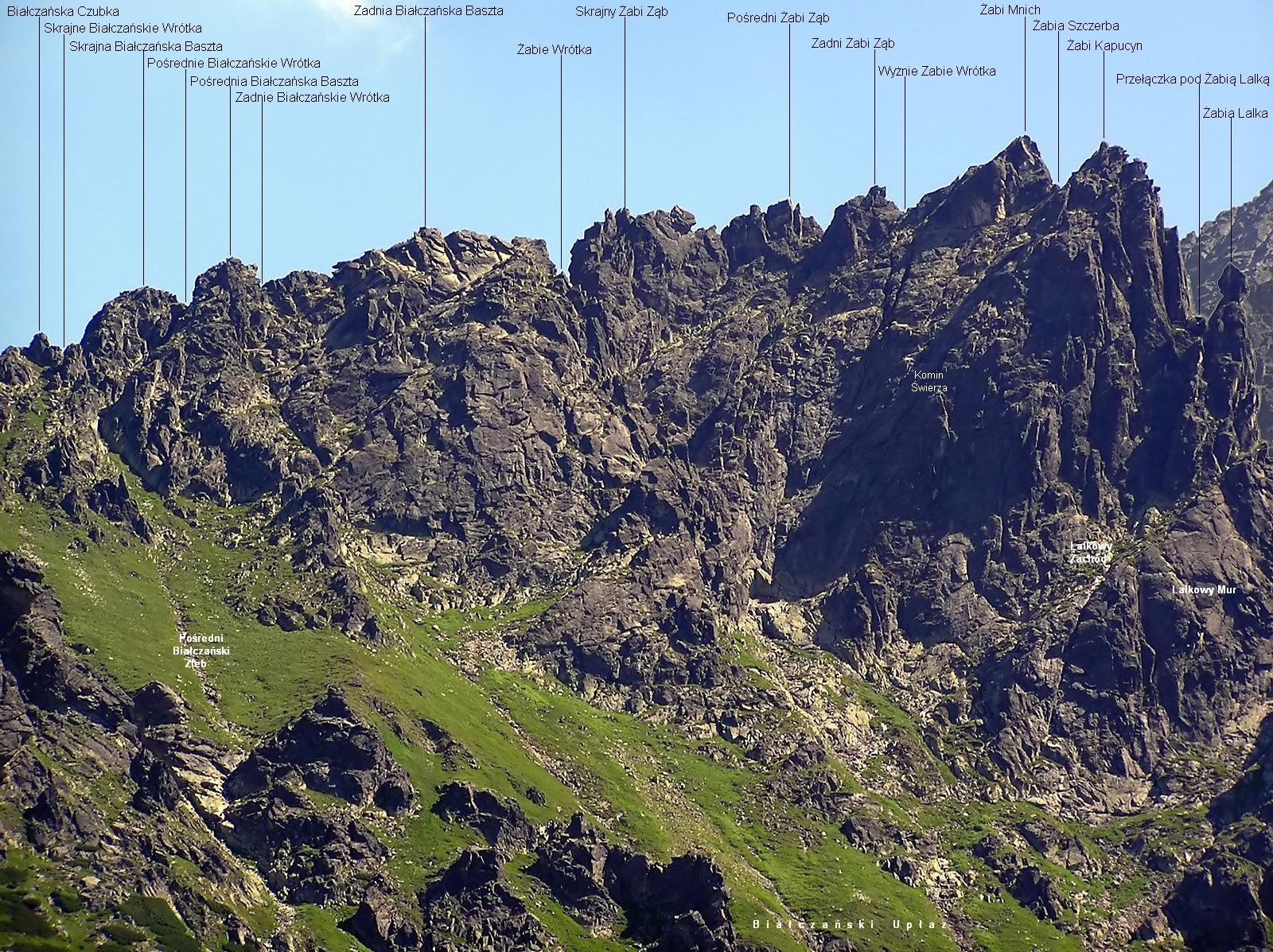

Żabia Grań, Grań Żabiego (niem. Froschgrat, słow. Žabí hrebeň, węg. Békás-gerinc) – północna część północnej grani Rysów w Tatrach Wysokich. Odchodzi od Żabiego Szczytu Wyżniego w kierunku północno-zachodnim i oddziela Dolinę Rybiego Potoku od Doliny Żabiej Białczańskiej. Żabią Granią przebiega granica polsko-słowacka. Często używana nazwa Żabie odnosi się nie tylko do samej grani, ale również do leżących poniżej dolin.

## Charakterystyka
Najwyższym wzniesieniem w Żabiej Grani jest Żabi Szczyt Wyżni (2259 m). Dawniej na obydwu stokach grani wypasano owce. Po zniesieniu pasterstwa zabliźniły się już spowodowane przez nie szkody i obecnie zbocza porasta bujna roślinność a dawne ścieżki zarosły lasem i kosodrzewiną. Na zboczach Siedmiu Granatów las osiąga rekordową w Tatrach Polskich górną granicę zasięgu 1650 m. Na słowackich zboczach rosną wyjątkowo dorodne limby. Powyżej górnej granicy lasu ciągną się trudne do przejścia gąszcze kosodrzewiny. Ludzie bywają tutaj bardzo rzadko. W wielu miejscach łany kosodrzewiny są tak zwarte, że jedyną możliwością przejścia są żleby. Na zachodnim stoku Grani Żabiego, pod przewieszką, stwierdzono występowanie głodka karyntyjskiego – bardzo rzadkiej rośliny, nigdzie więcej w Polsce nie występującej, poza tym jednym stanowiskiem na Grani Żabiego.
Dawniej Żabia Grań była tłumnie odwiedzana przez turystów. Obecnie dla turystów cała grań jest niedostępna. Całe jej wschodnie (słowackie) zbocza od dawna są zamkniętym również dla taterników obszarem ochrony ścisłej. Po polskiej stronie przepisy zmieniały się kilkakrotnie. Do końca lat 60. XX wieku taternicy mogli tu wspinać się bez ograniczeń. W latach 70. zabroniono im wspinaczki na Żabim Niżnym, dozwolono w Grani Apostołów. Żabia Grań była bardzo popularnym rejonem wspinaczkowym. Od 1979 r. zabroniono wspinaczki również w Grani Apostołów. Obecnie taternikom wolno się wspinać tylko na południe od Białczańskiej Przełęczy.
W Siedmiu Granatach znajdują się jaskinie: Wielka Żabia Szpara i Dziura w Żabiem.

## Przebieg grani
W Żabiej Grani w kolejności od południa na północ znajdują się::
- Żabi Szczyt Wyżni (Veľký Žabí štít, 2259 m)
- Białczańska Przełęcz Wyżnia (Vyšné Bialčanské sedlo, 2085 m)
- Białowodzka Turniczka (Bielovodská vežička, 2095 m)
- Białczańska Przełęcz Wyżnia (drugie siodło)
- Żabi Mnich (Žabí Mních, 2146 m) – zwornik dla północnej grani z Żabią Lalką
- Wyżnie Żabie Wrótka (Vyšné žabie vrátka)
- Żabie Zęby (Žabie zuby)
- Żabie Wrótka (Žabie vrátka, 2085 m)
- Białczańskie Baszty:
  - Zadnia Białczańska Baszta (Zadná bielovodská bašta, ok. 2105 m)
  - Zadnie Białczańskie Wrótka (Zadné bielovodské vrátka, ok. 2085 m)
  - Pośrednia Białczańska Baszta (ok. Prostredná bielovodská bašta, ok. 2075 m)
  - Pośrednie Białczańskie Wrótka (Prostredné bielovodské vrátka, ok. 2075 m)
  - Skrajna Białczańska Baszta (Predná bielovodská bašta, ok. 2085 m)
  - Skrajne Białczańskie Wrótka (Predné bielovodské vrátka, ok. 2055 m)
  - Białczańska Czubka (Bielovodská čuba, ok. 2060 m)
- Pośrednia Białczańska Przełęcz (Prostredné Bielovodské sedlo), ok. 2040 m
- Białczańska Kopka (Bielovodský hrb, 2045 m)
- Białczańska Przełęcz (Bialčanské sedlo, 2024 m)
- Owcze Turniczki (Ovčie vežičky, ok. 2040 m)
- Owcza Przełęcz (Ovčie sedlo, 2038 m)
- Marusarzowa Turnia (Ondrejova veža, 2075 m)
- Marusarzowa Przełączka (Ondrejova štrbina, 2060 m)
- Apostoł VII (Prostredné Bielovodské sedlo, ok. 2080 m) – zwornik dla Grani Apostołów (Hrebeň apoštolov)
- Apostolska Szczerbina (Apoštolská štrbina, ok. 2075 m)
- Żabi Szczyt Niżni (Malý žabí štít, 2098 m)
- Żabi Karbik (Žabí zárez)
- Żabie Kopki (Žabie kôpky, ok. 2050 m)
- Przełączka pod Żabią Czubą (Žabia štrbina, 2031 m)
- Żabia Czuba (Žabia kopa, 2080 m)
- Żabi Przechód Białczański (Bielovodský žabí priechod, ok. 1915 m)
- Siedem Granatów (Sedem Granátov)[3].

Do Doliny Rybiego Potoku z Żabiej Grani schodzi kilka żlebów: Owczy Żleb, Marusarzowy Żleb, Żleb spod Diabłów, Apostolski Żleb, Apostolska Depresja, Żabi Żleb, Dwoisty Żleb, oraz kilka bezimiennych.